# Rosenglim
Rosenglim (Silene armeria) är en växtart i familjen nejlikväxter. Traditionellt anses den tillhöra glimsläktet (Silene), men enligt vissa källor tillhör den istället släktet bergglimmar (Atocion) och kallas då vetenskapligt Atocion armeria.

## Beskrivning
Rosenglim är en ettårig ört. Den är kal och blågrön och upp till 4 decimeter hög, med motsatta blad, som är brett lansettlika till närmast äggrunda. Blomman är intensivt rosa-röd. En möjlig förväxlingsart är tjärblomster, men denna är dock flerårig och känns igen på sina mörka fläckar på stjälken.

## Utbredning
Rosenglim härstammar från Central- och Sydeuropa, men har förts vidare som trädgårdsväxt och återfinns nu som naturaliserad i bland annat Sverige. I Svensk kulturväxtdatabas omnämns den som potentiellt invasiv.